# Карен Макдугал
Карен Макду́ґал (англ. Karen McDougal; 23 березня 1973) — американська акторка і модель.

## Біографія
Карен Макдугал народилася 23 березня 1971 року в Індіані і переїхала в Мічиган у віці 9 років. У школі була чірлідеркою, грала на кларнеті. У 1989 році закінчила середню школу і вступила в Державний Університет Ферріс і через два роки полишила його, щоб працювати вчителькою підготовчих класів.
В цей час взяла участь у місцевому конкурсі купальників, у якому перемогла. Вирушила на міжнародне змагання, де зустрілася з фотографом журналу Плейбой. Незабаром стала Playboy Playmate за грудень 1998 і увесь рік.
Далі зайнялася модельною кар'єрою, знімалася, переважно, для чоловічих спортивних журналів. Знялася в кількох рекламних роликах на телебаченні.
У 2001 році дебютувала в кіно, знявшись в одній з головних ролей фільму «Гладіатрикс». Згодом знялась ще в кількох фільмах та серіалах.
У лютому 2018 року заявила в інтерв'ю про сексуальні стосунки з Дональдом Трампом у 2006 році.

## Фільмографія
| Рік  |   | Українська назва              | Оригінальна назва        | Роль                         |
| ---- | - | ----------------------------- | ------------------------ | ---------------------------- |
| 2000 | ф | Ангели Чарлі                  | Charlie's Angels         | подруга Роджера Корвіна      |
| 2001 | ф | Пригоди Джо Замазури          | Joe Dirt                 | брюнетка-рятувальник         |
| 2001 | ф | Гладіатрикс                   | Gladiatrix               | Джессеміна                   |
| 2003 | ф | Скейтбордисти                 | Grind                    | плеймейт # 1                 |
| 2004 | ф | Сусідка                       | The Girl Next Door       | жінка на з'їзді в Лас-Вегасі |
| 2005 | с | Джейк вчора, сьогодні, завтра | Jake in Progress         | модель                       |
| 2006 | с | Міжнародна весняна любов      | Lovespring International | жінка                        |
| 2008 | ф | Стилет                        | Stiletto                 | Карен, дівчина Фернандо      |
| 2013 | с | Управління гнівом             | Anger Management         | Шеллі                        |